# Spéculoos
Cet article concerne le biscuit. Pour l'observatoire astronomique, voir SPECULOOS.

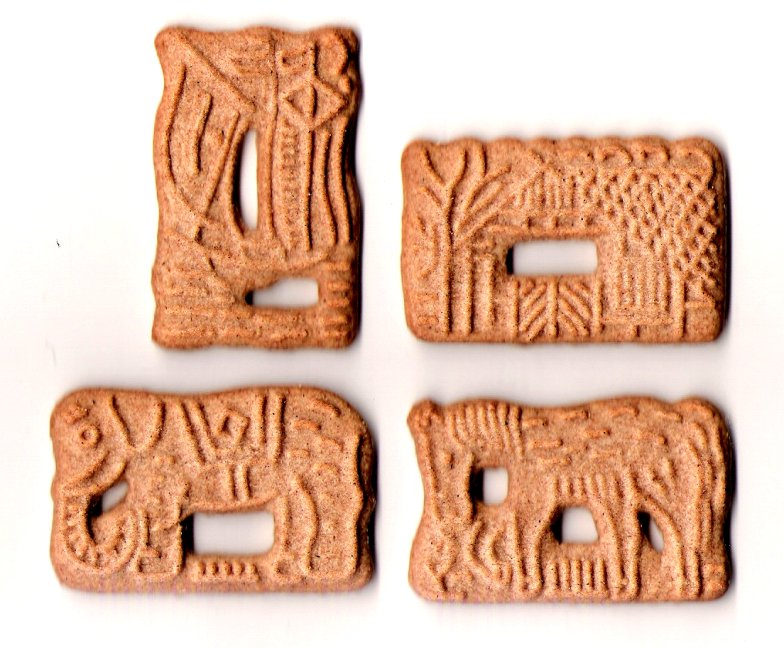
Spéculoos de différentes formes.

Le spéculoos ou speculoos, plus rarement spéculos, ou spéculaus,, est un biscuit traditionnel à la cassonade  (ou « vergeoise »), originaire du comté de Flandre, territoire historique aujourd'hui partagé entre la Belgique, la France et les Pays-Bas.
Ce biscuit reçoit différents noms selon les langues des pays où il est traditionnellement consommé :
- Français : spéculoos ou speculoos
- Néerlandais standard (ABN) : speculaas
- flamand : speculoos, voire speculatie[6]
- Allemand : Spekulatius

Le spéculoos de Hasselt (Limbourg), appelé spéculation à Liège, est une variante moelleuse et plus épaisse que le spéculoos traditionnel.

## Historique
Le spéculoos naît au XVIIe siècle en Flandres, alors Pays-Bas espagnols. Les navigateurs hollandais rapportent d'Asie des épices comme la cannelle, la cardamome ou le girofle, dont la rareté fait alors de ce biscuit un produit de luxe, offert dans les grandes occasions.
Le spéculoos est souvent en forme de saint Nicolas, mais parfois aussi de saint Martin (équivalent de saint Nicolas, notamment dans certaines régions de Flandre) ou d'autres personnages ou animaux, et même de carrosses. C'est une manière d'honorer ce grand saint dont la légende raconte qu'il aurait ressuscité trois enfants, découpés en morceaux et salés par un boucher auquel ils avaient demandé l'hospitalité, et leur aurait donné un spéculoos pour les réconforter.
Traditionnellement, il est le plus souvent consommé lors de l’Avent et plus particulièrement lors de la fête de Saint-Nicolas (le 6 décembre) en Belgique, aux Pays-Bas, dans l’ouest de l’Allemagne (en Rhénanie et en Westphalie) et dans le nord de la France (en Flandre française). Mais il existe aussi une consommation traditionnelle liée à la Saint-Martin (11 novembre), voire à la mi-carême (greef).
Désormais, on trouve des biscuits portant ce nom mais ayant abandonné les formes traditionnelles au profit de formes non figuratives tout au long de l’année, par exemple accompagnant le café servi dans les brasseries et restaurants.
Le speculoos a été inscrit à l'inventaire bruxellois du patrimoine culturel immatériel en 2020.

## Étymologie

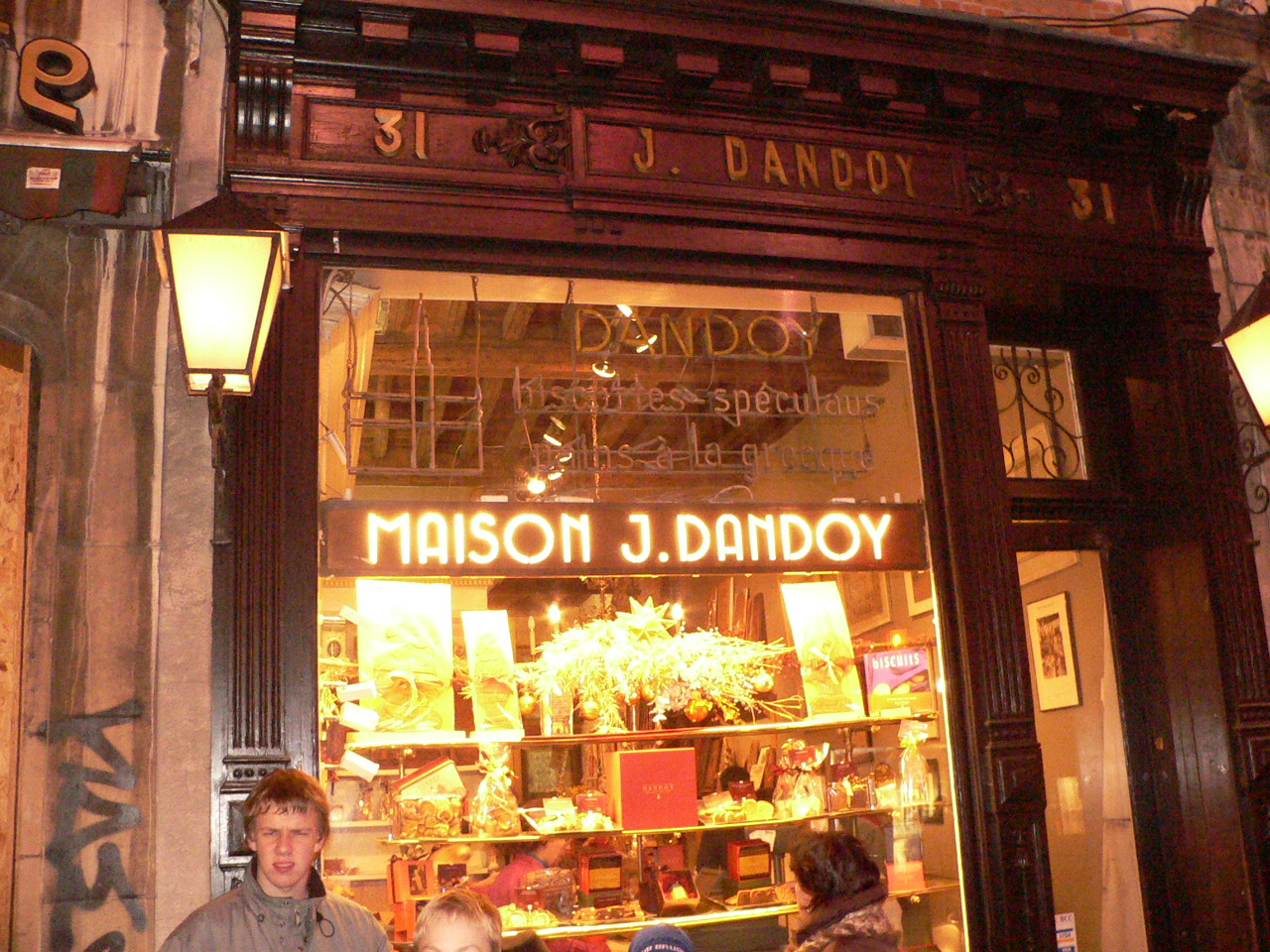
La Maison Dandoy, fournisseur de la cour de Belgique en spéculoos.

Le nom actuel correspond à la prononciation brabançonne de speculaas, vraisemblablement dérivé du néerlandais ancien speculatie. En wallon liégeois, on parle de spéculåcions. 
Ce mot proviendrait du mot latin speculator (« observateur », « surveillant ») qui était utilisé pour désigner les évêques ; une autre origine pourrait être le mot latin species qui signifie « épices » ; une troisième étymologie proposée anciennement serait une contraction des mots néerlandais spek (douceur, friandise) et klaas (abréviation de Sinterklaas, saint Nicolas).

## Orthographe
Même si elle n'est plus la plus courante, l'orthographe « speculoos » est la plus traditionnelle. Il s'agit simplement de l'orthographe correspondant au nom flamand de ce biscuit, initialement passé dans la langue française en Belgique, dont ce produit, jadis très peu connu en France, est une spécialité. C'est l'orthographe utilisée sur son site et sur divers documents par la maison Dandoy (biscuiterie fondée en 1829 et, depuis, toujours présente à proximité de la grand-place de Bruxelles ; considérée dans cette ville comme la référence en matière de speculoos et fournisseur breveté de la cour de Belgique). Mais elle est aussi utilisée par la biscuiterie Lotus, le plus important producteur belge de spéculoos, nettement plus industriel, mais qui trouve ses racines dans sa création par un boulanger belge, Jan Boone, en 1932 . Cette orthographe est reprise par le Petit Larousse, conjointement à l'orthographe « spéculoos » qui a souvent été revêtue d'un accent en se répandant en France et dans toute la francophonie. Cet usage est devenu majoritaire dans l'espace francophone. Quant à l'orthographe « spéculos », assez peu usitée, elle correspond à l'orthographe rectifiée de 1990 (nouvelle orthographe) en remplacement de « spéculoos ». Elle n'est signalée dans le Petit Larousse qu'en fin d'article, en mentionnant le fait qu'elle n'est utilisée qu'en France.
L'orthographe « spéculaus », dont l'usage semble décliner, est née comme orthographe francisée de ce terme. Elle n'est toutefois jamais devenue majoritaire dans l'usage francophone. Elle est reprise par le dictionnaire Petit Robert conjointement à « spéculoos ». C'est aussi par exemple l’orthographe utilisée sur son enseigne lumineuse, visible sur la photo du présent article, par la maison Dandoy à Bruxelles.

## Recette

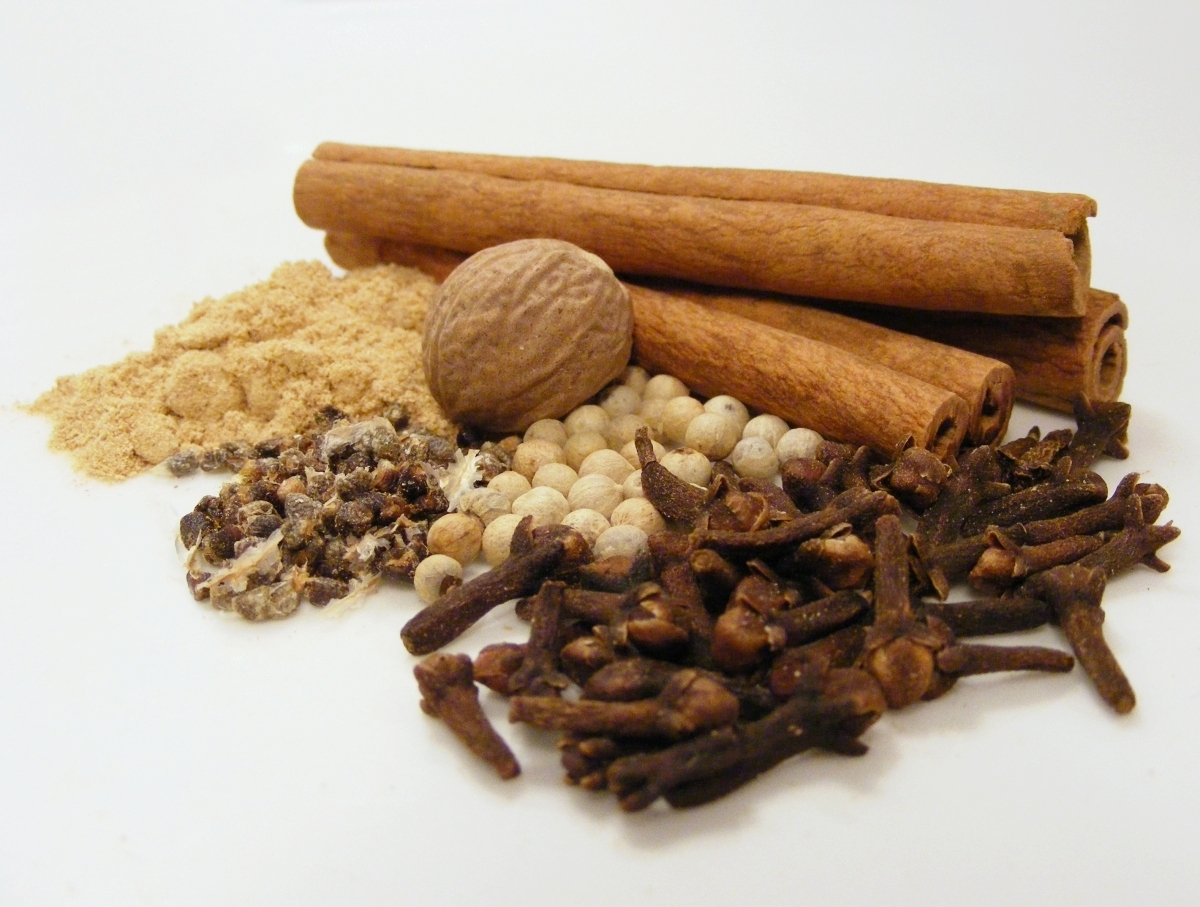
Épices nécessaires à la fabrication de spéculoos : cannelle, poivre blanc, gingembre, clous de girofle, cardamome et noix de muscade.

### Recette traditionnelle
Traditionnellement, les spéculoos sont parfumés à la cannelle. Le biscuit a une texture granuleuse particulière due à la présence de cassonade brune. Il est croquant et de couleur brune.
Les spéculoos traditionnels sont composés de farine, beurre, cassonade brune, eau, sel, bicarbonate de soude, cannelle, girofle. Des œufs sont parfois ajoutés, bien qu'ils ne soient pas indispensables, sauf pour le spéculoos de Hasselt dont les ingrédients sont : farine, œufs, sucre de candi, cannelle et une essence dont la composition est tenue secrète, selon une recette d'Antoine Deplée, né à Hasselt en 1832 et mort en 1919, qui semblerait toutefois s'inscrire dans la ligne d'une tradition plus ancienne.

### Recette industrielle
Dans les spéculoos industriels qu'on trouve dans la grande distribution, le beurre est remplacé par un mélange d'huiles végétales (de palme, de colza, de noix de coco, de tournesol), la cassonade par du sucre candi, et dans la plupart la seule épice utilisée est la cannelle, (certains y ajoutent de la noix de muscade).

## Commercialisation
Lotus Bakeries distribuait, avant 2021, ses biscuits sous le nom « speculoos » en Belgique, France et Pays-Bas. Toutefois, depuis 2021, cette entreprise vend ces biscuits sous le nom « Biscoff » (contraction de biscuit et de coffee) en Amérique du Nord et en Asie pour se distinguer des Speculoos de Trader Joe's à la recette très différente. Son patron a annoncé vouloir renoncer partout au terme speculoos à partir de 2021.

## Hommage
Le programme astronomique SPECULOOS, géré par l'Université de Liège et l'Observatoire européen austral, est nommé en référence au biscuit.
En 2020 a été inauguré un nouveau quartier à Bruxelles sur l’ancien site industriel Tour et Taxis. Vingt-huit nouvelles voies vont être baptisées (d’après 1397 propositions) dont le « passage du Speculoos » (l’orthographe choisie est celle sans accent).